# Bezirksrat (Herzogtum Nassau)
Bezirksräte (1849 bis 1854: Kreisbezirksrat) waren im Herzogtum Nassau Volksvertretungen auf Ebene der Kreise bzw. Ämter.
Nach der Märzrevolution 1848 wurde die Verwaltung im Herzogtum Nassau neu geordnet. Anstelle der 28 bisherigen Ämter traten nun 10 Kreisämter. Erstmals wurde auf Ebene der Kreisämter eine gewählte Volksvertretung eingerichtet. Diese Kreisbezirksräthe (so die zeitgenössische Schreibweise) wurden in indirekter Wahl bestimmt. Die Gemeinden wählten Wahlmänner, diese wählten die Mitglieder des Kreisbezirksrats. Die Wahl erfolgte für eine Wahlperiode von zwei Jahren.
In der Reaktionsära wurden die Kreisämter aufgelöst und man kehrte zur bisherigen Ämterorganisation zurück. Die Kreisbezirksräte wurden jedoch beibehalten und trugen nun den Namen Bezirksräte.
Nach der Annexion des Herzogtums durch Preußen 1866 wurden die Ämter aufgehoben und Landkreise gebildet. Als Volksvertretung wurden hier Kreistage eingerichtet.

## Rechtsgrundlagen
- Gesetz, die Trennung der Rechtspflege von der Verwaltung in der unteren Organisation der Verwaltung betreffend, vom 4. April 1849 (VOBl. Num. 11 vom 14. April 1849, S. 87–96).
- Gesetz vom 25. Nov. 1851 und vom 24. Juli 1854 (abgedr. in Neues Nass. Bürgerbuch, Bd. 1, 1861, S. 22–35 und Bd. 4, 1861, S. 116–24).